# Francis Rawdon-Hastings, Hầu tước thứ 1 xứ Hastings
Francis Edward Rawdon-Hastings, Hầu tước thứ 1 xứ Hastings (09/12/1754 - 28/11/1826) là một quý tộc, quân nhân, chính khách người Anh gốc Ireland, từng là Toàn quyền Ấn Độ từ năm 1813 đến năm 1823. Trong Chiến tranh Cách mạng Mỹ và Chiến tranh Liên minh thứ nhất, ông đã phục vụ như một quân nhân trong Lực lượng vũ trang Anh. Ông lấy thêm họ "Hastings" vào năm 1790 theo ý muốn của người chú ruột, Francis Hastings, Bá tước thứ 10 của Huntingdon.
Từ khi mới sinh ra cho đến năm 1762, Francis Rawdon đã được gắn kính ngữ "The Honorable" trước tên. Từ năm 1762 đến 1783 ông được gọi là "Lãnh chúa Rawdon". Từ năm 1793 đến 1816, ông nhận tước hiệu Bá tước xứ Moira.

## Cuộc sống đầu đời
Hastings sinh ra tại Moira, Hạt Down, Vương quốc Ireland, là con trai của John Rawdon, Bá tước thứ nhất của Moira và Elizabeth Hastings, Nữ Nam tước thứ 13 của Hastings con gái của Bá tước thứ 9 của Huntingdon. Ông được rửa tội tại Nhà thờ St. Audoen, Dublin vào ngày 02/01/1755. Ông lớn lên tại Moira và Dublin, sau đó gia nhập Quân đội Anh vào ngày 07/08/1771 với cấp bậc "Ensign" thuộc Trung đoàn bộ binh Đông Yorkshire. Kể từ thời điểm đó, cuộc đời của ông dành trọn cho việc phục vụ đất nước của mình. Ông học tại Trường Harrow và sau đó trúng tuyển Đại học Oxford , tại đây ông trở thành bạn của Banastre Tarleton. Vào ngày 20/10/1773, ông được thăng cấp Trung uý và lên đường đến Thuộc địa Mỹ vào ngày 07/05/1774.